# Unione Sportiva Ravenna 1972-1973
Questa pagina raccoglie le informazioni riguardanti l'Unione Sportiva Ravenna nelle competizioni ufficiali della stagione 1972-1973.

## Stagione
Nella stagione 1972-1973 il Ravenna disputa il girone B del campionato di Serie C, con 37 punti si piazza in decima posizione. Il torneo è stato vinto con 53 punti dalla Spal che risale in Serie B, seconda con 49 punti il Giulianova. Retrocedono la Viterbese con 29 punti, la Maceratese con 27 punti e l'Anconitana con 25 punti.
Dopo la pronta risalita in Serie C il Ravenna cambia allenatore, per questa stagione viene affidato alla guida tecnica di Gino Pivatelli. Ad un discreto andamento in casa con 25 punti ottenuti, ne corrisponde uno non altrettanto buono in trasferta, dove la squadra giallorossa subisce dieci sconfitte. Al termine del torneo il neopromosso Ravenna racimola un più che soddisfacente decimo posto. Per la sesta stagione consecutiva il miglior marcatore giallorosso è stato Domenico Ciani, con sei reti in campionato e due in Coppa Italia di Serie C. In questa manifestazione alla sua prima edizione, il Ravenna vince il girone H superando Rimini e Riccione poi supera la Sambenedettese in uno spareggio (1-2), ma viene eliminato dal Giulianova nel doppio confronto negli ottavi di finale.

## Rosa
| N. |                   | Ruolo | Calciatore           |
| -- | ----------------- | ----- | -------------------- |
|    | Italia (bandiera) | A     | Walter Bacchilega    |
|    | Italia (bandiera) | P     | Giancarlo Bagnaresi  |
|    | Italia (bandiera) | D     | Ennio Barizza        |
|    | Italia (bandiera) | P     | Renato Bellinelli    |
|    | Italia (bandiera) | D     | Bruno Bustacchini    |
|    | Italia (bandiera) | C     | Mario Casse          |
|    | Italia (bandiera) | C     | Domenico Ciani       |
|    | Italia (bandiera) | A     | Silvano Dalle Vacche |
|    | Italia (bandiera) | A     | Rambaldo Forzini     |
|    | Italia (bandiera) | D     | Roberto Guzzo        |
|    | Italia (bandiera) | D     | Gusmano Lubrani      |

| N. |                   | Ruolo | Calciatore        |
| -- | ----------------- | ----- | ----------------- |
|    | Italia (bandiera) | C     | Armando Marra     |
|    | Italia (bandiera) | D     | Benito Michelazzi |
|    | Italia (bandiera) | D     | Giorgio Olivieri  |
|    | Italia (bandiera) | C     | Roberto Quadalti  |
|    | Italia (bandiera) | A     | Davide Ragazzi    |
|    | Italia (bandiera) | D     | Mario Ricci       |
|    | Italia (bandiera) | C     | Mario Rossini     |
|    | Italia (bandiera) | C     | Valdo Tumidei     |
|    | Italia (bandiera) | C     | Adriano Veneri    |
|    | Italia (bandiera) | C     | Claudio Viviani   |

## Risultati

### Serie C girone B

#### Girone di andata
| Ravenna 17 settembre 1972 1ª giornata | Ravenna               | 0 – 0 | Sambenedettese | Stadio Bruno Benelli\| Arbitro: \| Governa (Alessandria) \| |
| Arbitro:                              | Governa (Alessandria) |       |                |                                                             |

| Arbitro: | D'Astore (Lecce) |

|  |           |                   |
|  | Marcatori | 31’ (aut.) Caucci |

| Ravenna 1º ottobre 1972 3ª giornata | Ravenna             | 0 – 0 | Pisa | Stadio Bruno Benelli\| Arbitro: \| Medeghini (Brescia) \| |
| Arbitro:                            | Medeghini (Brescia) |       |      |                                                           |

| Arbitro: | Baciucchi (Roma) |

|                  |           |                 |
| Alessandrini 60’ | Marcatori | 10’ (aut.) Rega |

| Arbitro: | Romanetti (Messina) |

|                                  |           |            |
| Ciani 10’ Quadalti 15’ Ricci 27’ | Marcatori | 75’ Vitali |

| Arbitro: | Ambrosio (Napoli) |

|                               |           |  |
| Gravante 47’, 86’ Incerti 79’ | Marcatori |  |

| Arbitro: | Clerico (Chiavari) |

|              |           |            |
| R. Rossi 72’ | Marcatori | 57’ Veneri |

| Ravenna 5 novembre 1972 8ª giornata | Ravenna       | 0 – 0 | Torres | Stadio Bruno Benelli\| Arbitro: \| Lupi (Genova) \| |
| Arbitro:                            | Lupi (Genova) |       |        |                                                     |

| Arbitro: | Bronzino (Monza) |

|                                               |           |               |
| Marra 25’ Viviani 52’ Veneri 58’ Quadalti 68’ | Marcatori | 78’ Benesperi |

| Empoli 19 novembre 1972 10ª giornata | Empoli          | 0 – 0 | Ravenna | Stadio Carlo Castellani\| Arbitro: \| Mascia (Milano) \| |
| Arbitro:                             | Mascia (Milano) |       |         |                                                          |

| Arbitro: | Laurenti (Padova) |

|                    |           |  |
| Viviani 40’ (rig.) | Marcatori |  |

| Arbitro: | Frasso (Capua) |

|               |           |  |
| Perazzini 43’ | Marcatori |  |

| Ravenna 10 dicembre 1972 13ª giornata | Ravenna                | 0 – 0 | Prato | Stadio Bruno Benelli\| Arbitro: \| F. Lattanzi (Macerata) \| |
| Arbitro:                              | F. Lattanzi (Macerata) |       |       |                                                              |

| Arbitro: | Grassi (Savona) |

|                   |           |                  |
| Rinero 55’ (aut.) | Marcatori | 34’ (aut.) Ricci |

| Arbitro: | Lops (Torino) |

|              |           |  |
| Callioni 30’ | Marcatori |  |

| Arbitro: | Vaccaro (Torino) |

|                         |           |  |
| Zanardello 29’ Mola 40’ | Marcatori |  |

| Ravenna 14 gennaio 1973 17ª giornata | Ravenna          | 0 – 0 | Anconitana | Stadio Bruno Benelli\| Arbitro: \| Falasca (Chieti) \| |
| Arbitro:                             | Falasca (Chieti) |       |            |                                                        |

| Arbitro: | Romanetti (Messina) |

|                 |           |  |
| Di Prospero 40’ | Marcatori |  |

| Ravenna 28 gennaio 1973 19ª giornata | Ravenna          | 0 – 0 | Lucchese | Stadio Bruno Benelli\| Arbitro: \| Fuschi (Pescara) \| |
| Arbitro:                             | Fuschi (Pescara) |       |          |                                                        |

#### Girone di ritorno
| Arbitro: | D'Astore (Lecce) |

|                                    |           |                  |
| Basilico 13’ Ripa 29’ Chimenti 72’ | Marcatori | 84’ (rig.) Ricci |

| Arbitro: | Mascia (Milano) |

|                |           |  |
| Ciani 29’, 87’ | Marcatori |  |

| Arbitro: | Esposito (Torre Annunziata) |

|                             |           |                  |
| Baldoni 19’ Vinciarelli 46’ | Marcatori | 71’ (rig.) Ricci |

| Arbitro: | Morato (Padova) |

|  |           |                 |
|  | Marcatori | 48’ A. Olivieri |

| Arbitro: | Testuzza (Genova) |

|            |           |              |
| Monaco 32’ | Marcatori | 50’ Quadalti |

| Ravenna 18 marzo 1973 25ª giornata | Ravenna         | 0 – 0 | Modena | Stadio Bruno Benelli\| Arbitro: \| Celli (Trieste) \| |
| Arbitro:                           | Celli (Trieste) |       |        |                                                       |

| Ravenna 25 marzo 1973 26ª giornata | Ravenna          | 0 – 0 | Rimini | Stadio Bruno Benelli\| Arbitro: \| Falasca (Chieti) \| |
| Arbitro:                           | Falasca (Chieti) |       |        |                                                        |

| Arbitro: | Agnolin (Bassano del Grappa) |

|  |           |             |
|  | Marcatori | 69’ Viviani |

| Arbitro: | Mascia (Milano) |

|                                           |           |                       |
| Marongiu 22’ Marcolongo 62’ Benesperi 80’ | Marcatori | 6’ Ricci 78’ Quadalti |

| Ravenna 15 aprile 1973 29ª giornata | Ravenna          | 0 – 0 | Empoli | Stadio Bruno Benelli\| Arbitro: \| Terpin (Trieste) \| |
| Arbitro:                            | Terpin (Trieste) |       |        |                                                        |

| Montevarchi 23 aprile 1973 30ª giornata | Montevarchi        | 0 – 0 | Ravenna | Stadio Gastone Brilli Peri\| Arbitro: \| Zacchetti (Milano) \| |
| Arbitro:                                | Zacchetti (Milano) |       |         |                                                                |

| Ravenna 29 aprile 1973 31ª giornata | Ravenna            | 0 – 0 | Viareggio | Stadio Bruno Benelli\| Arbitro: \| Pesciarelli (Roma) \| |
| Arbitro:                            | Pesciarelli (Roma) |       |           |                                                          |

| Arbitro: | Medeghini (Brescia) |

|  |           |           |
|  | Marcatori | 60’ Ciani |

| Arbitro: | Benedetti (Roma) |

|                                 |           |  |
| Mongardi 26’ (rig.) Pezzato 44’ | Marcatori |  |

| Arbitro: | Fiumara (Roma) |

|                |           |                |
| Ciani 50’, 55’ | Marcatori | 89’ G. Asnicar |

| Arbitro: | Marti (Napoli) |

|                |           |  |
| Bacchilega 57’ | Marcatori |  |

| Arbitro: | Esposito (Torre Annunziata) |

|           |           |           |
| Serra 40’ | Marcatori | 49’ Marra |

| Arbitro: | Barboni (Firenze) |

|           |           |  |
| Ricci 24’ | Marcatori |  |

| Arbitro: | Baldoni (Ancona) |

|                                                 |           |           |
| Sperotto 3’, 35’, 42’ Ferrario 64’ Campioli 77’ | Marcatori | 5’ Veneri |